# Rede geodésica

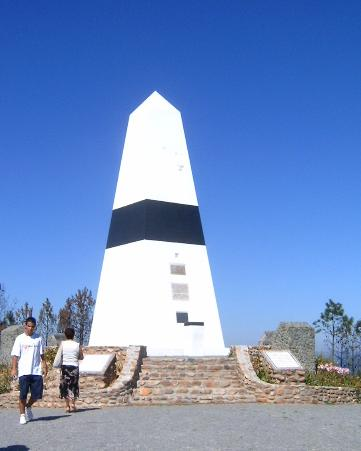
Marco geodésico de Melriça em Vila de Rei, que marca o centro geográfico de Portugal.

Uma rede geodésica é uma rede de triângulos que são medidos com exatidão a partir de técnicas de levantamento terrestres ou por geodesia espacial.
Na "geodesia clássica" (até à década de 1960) esta é feita por triangulação, baseada na medição de ângulos e de algumas distâncias, sendo que a orientação precisa do Norte geográfico é efetuada por métodos de astronomia geodésica. Os instrumentos mais usados são os teodolitos e os taqueômetros, que hoje em dia estão equipados por distanciómetros de infravermelhos para medição de distâncias, bases de dados, sistemas de comunicação e parcialmente por ligações satélite.
No início da década de 1960, foi introduzida a medição eletrónica de distâncias (MED), quando os primeiros protótipos se tornaram suficientemente pequenos para serem manuseados em trabalhos de campo. A MED aumentou a precisão das redes até 1 parte por milhão (1 cm por cada 10 km e atualmente já é 10 vezes melhor), e também tornou os levantamentos muito mais económicos e céleres. Quando se iniciou o uso de satélites para uso da geodesia, com por exemplo os satélites Echo I e II e o Pageos. Através dessas sondas espaciais, foi possível a determinação de redes globais, que mais tarde vieram a provar a teoria da tectónica de placas.

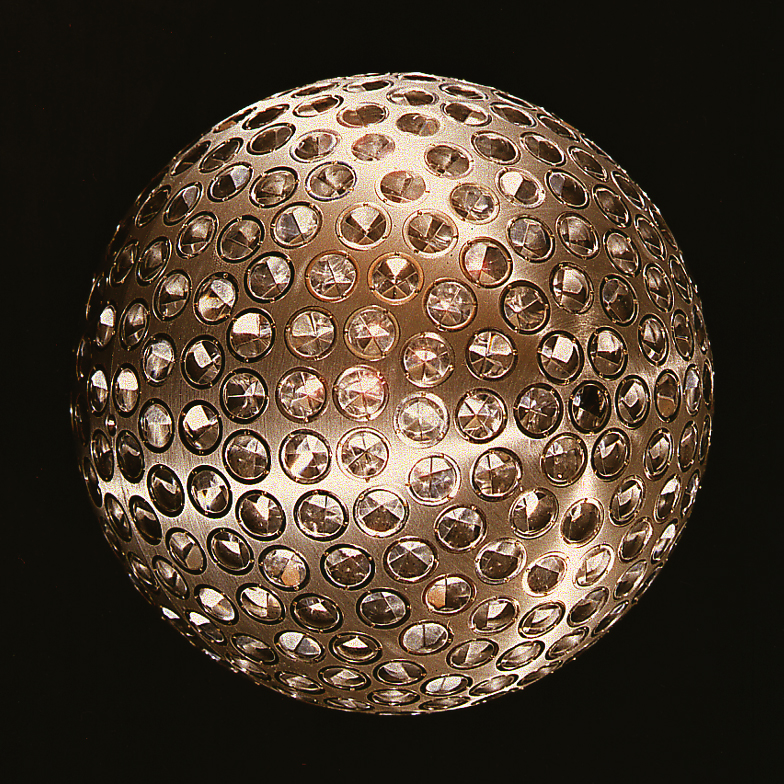
Satélite geodésico Lageos e os seus refletores.

Um melhoramento importante foi a introdução de satélites a rádio e eletrónicos como o Geos A e B (1965-1970), do Sistema Transit (usando o efeito Doppler) 1967-1990 — que foi o predecessor do GPS — e as técnicas a laser como o Lageos (EUA) ou Starlette (França). Apesar destas técnicas espaciais, as pequenas redes para cadastro e levantamentos topográficos são usadas principalmente para medições terrestres, mas na maioria dos casos essas redes são fechadas e unidas às redes nacionais e globais através da geodesia espacial.
Entretanto, estão atualmente em órbita várias centenas de satélites geodésicos, complementados por um enorme número de satélites de deteção remota — e também pelos sistemas de navegação GPS e Glonass, aos quais se seguirá o sistema de satélites europeu Galileo em 2020. Hoje em dia as redes geodésicas são muito mais flexíveis e económicas que as redes terrestres, sendo que até já se discute a a própria existência de redes de pontos fixos em marcos geodésicos, embora irão com certeza continuar a existir ao menos nem que seja por razões administrativas e legais a escalas locais e regionais.
No entanto as redes mundiais não podem ser definidas como fixas, devido à Geodinâmica que leva ao deslocamento das posições de todos os continentes em razões de 2 a 20 cm por ano. Dessa forma, as redes globais modernas como a ETRF ou ITRF mostram não só as coordenadas dos seus "pontos fixos", como também as suas velocidades anuais.

## Ver também

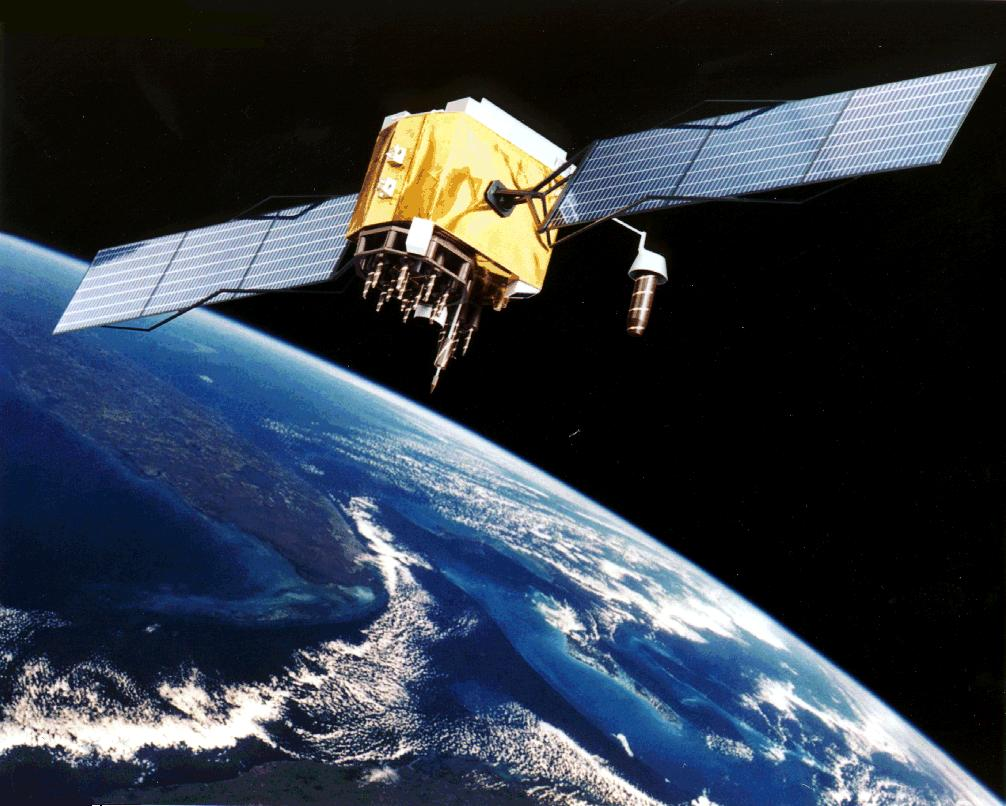
Satélite GPS do bloco IIR.